# 黎完
黎完（越南语：／，1873年—1937年9月29日），越南阮朝官員。

## 生平
黎完是承天府香茶縣隆湖總羅渚社（今屬承天順化省香茶市社香渚坊羅渚村）人，嗣德二十六年（1873年）出生。成泰十八年（1906年），黎完參加承天場鄉試，考中舉人。次年（1907年），庭試考中第二甲進士出身。維新年間任延慶知府。啟定年間任乂安布政使。保大初，升任吏部參知。保大四年（1929年），黎完升尚書銜致事。
保大十二年八月二十五日（1937年9月29日），黎完在家中去世，壽六十五歲。